# 香港丁組足球聯賽隊伍
香港丙組足球聯賽隊伍為當前（2016–17年度）年度參加香港乙組足球聯賽的業餘球會。

## 中西區足球隊
中西區康樂體育會屬下的足球會為中西區足球隊。

## 卜公體育會
由上環卜公花園一班熱愛足球的人士組成，曾經升上香港甲組足球聯賽角逐，至1971年正式註冊社團，並且加入為香港足球總會會員。

## 離島足球隊
成立於2001年，為離島區議會屬下的一支足球隊，2007年夏天曾因內部紛爭退出香港丙組(地區)聯賽，只保留香港足球總會贊助會員身份。2012–13年度球季，離島足球隊重新派疋參賽，加入恢復舉辦的香港丁組足球聯賽。

## 光華體育會
成立於1936年

## 龍門足球會
龍門足球會（Lung Moon Football Club，簡稱龍門），是香港一支足球隊，一直以來都只在乙、丙組浮沉，從未角逐香港甲組足球聯賽。現時於香港丙組聯賽的參賽。

### 球隊歷史
1986–87年度，龍門獲得丙組聯賽總季軍，由於獲得總亞軍的強華退出，龍門遂以後補資格獲得升上乙組作賽。
1988–89年度，龍門球員由於在球賽中發生嚴重暴力事件，遭足總取消資格，並重罰停賽三年，於1992年才重新加入丙組聯賽。

### 球隊近況
龍門在2007–08年度球季，獲得香港丙組（甲）聯賽亞軍，是該隊近年最佳聯賽成績。可惜，之後在丙組總決賽3戰全敗，未能取得升班資格。
2008–09年度，球季，龍門在香港丙組（甲）聯賽以19戰9勝4和6負得31分，以第7名完成賽季。
2009–10年度香港丙組（甲）聯賽球季，龍門在首場以4:0敗於東方，最終以第15名完成賽季。
2011–12年度球季，龍門在香港丙組（甲）聯賽的賽事中與天旭球員發生嚴重衝突，更有球迷企圖衝入球場，需要警方派員到場調停。最終龍門以第11名完成賽季。
2018-19年度球季、21分尾3護級成功。
2022-23年度球季、13分包尾聯賽出局。

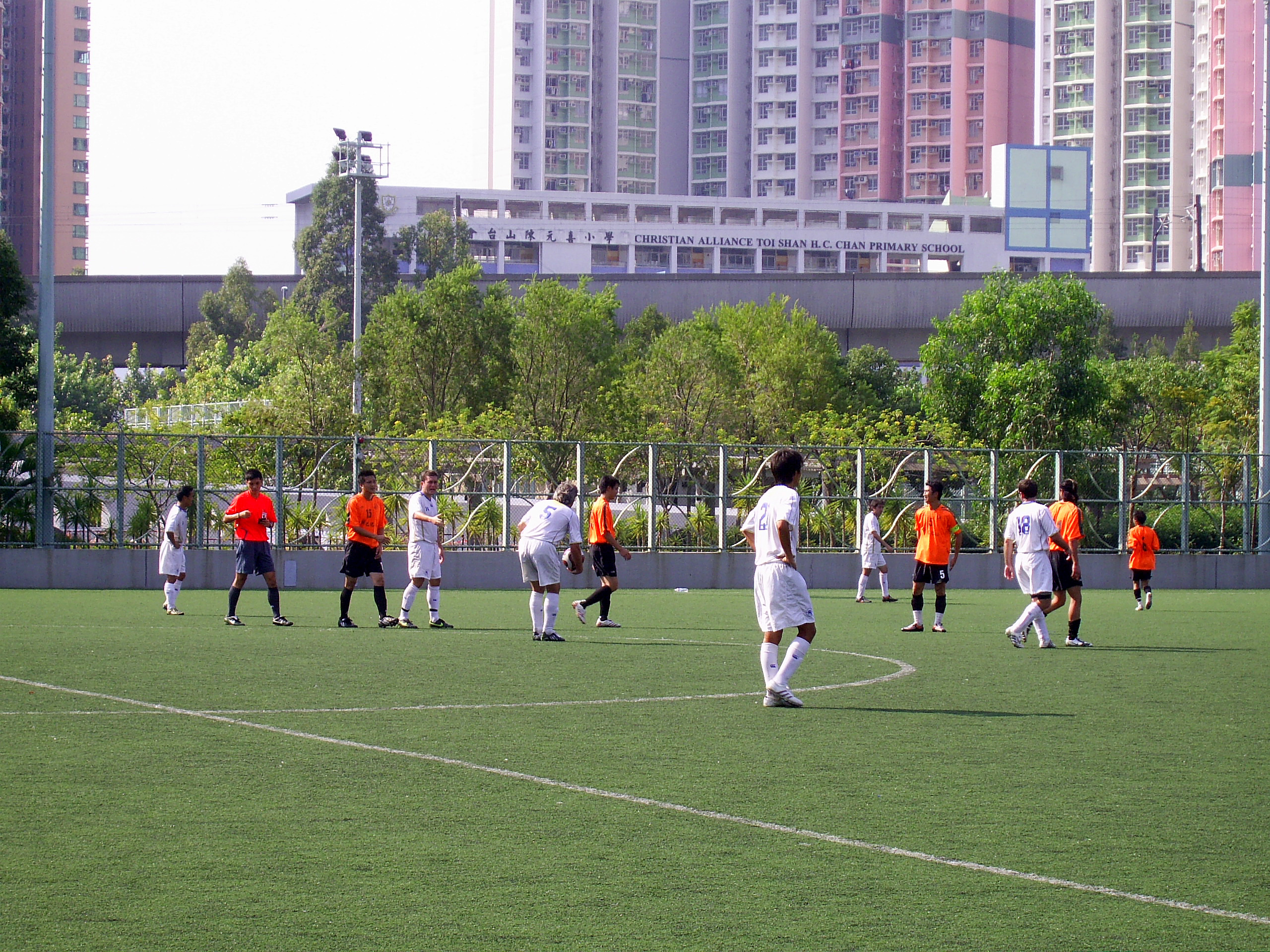
龍門1–2不敵洋兵浩運
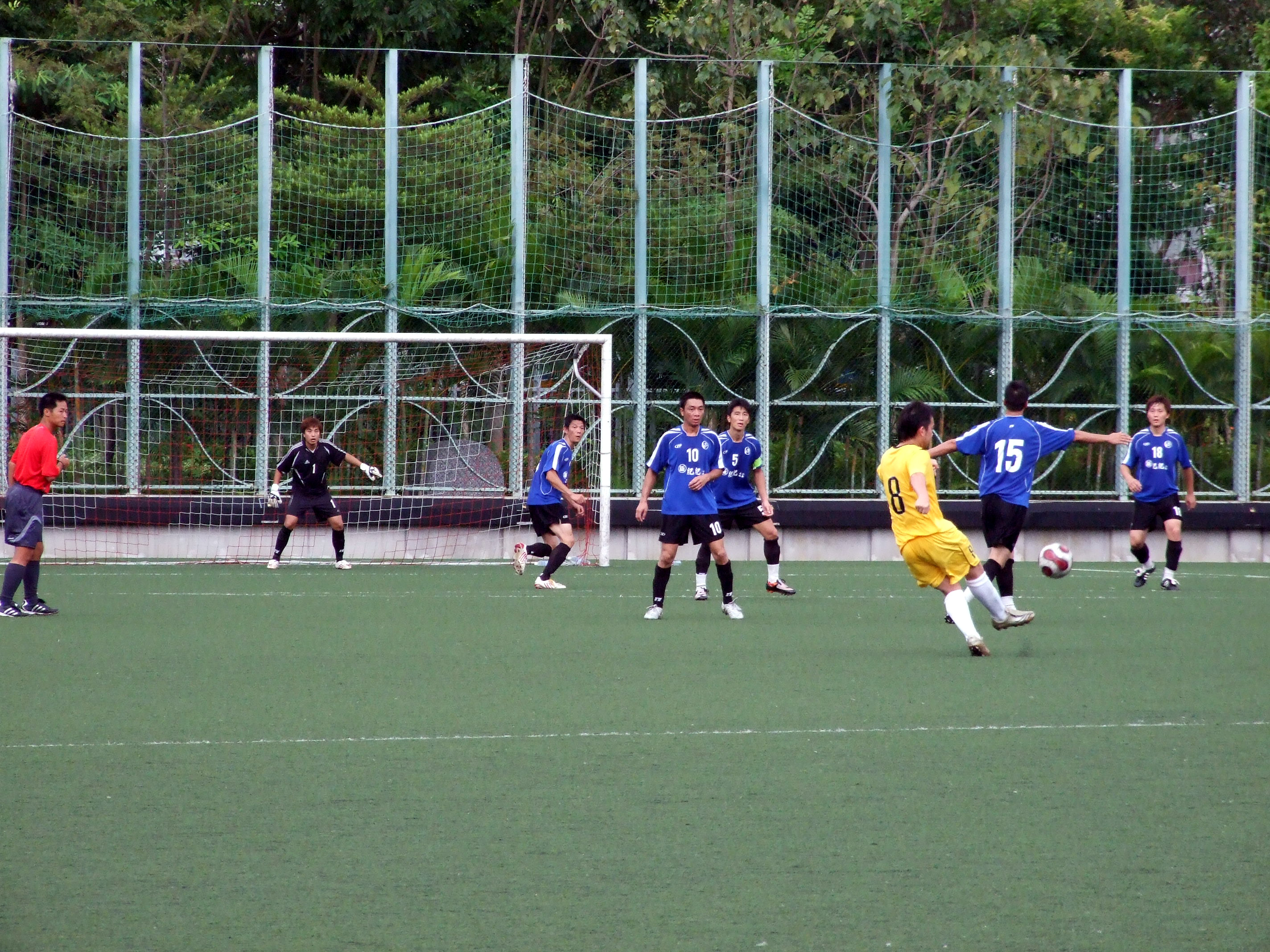
龍門3–2險勝首飾

### 球隊榮譽
| 榮譽              | 次數        | 年度        |
| 本 土 聯 賽       | 本 土 聯 賽 | 本 土 聯 賽 |
| ----------------- | ----------- | ----------- |
| 丙組(甲)聯賽 亞軍 | 1           | 2007–08年   |

## 淦源足球會
成立於1993年，曾於2008–09年度首次升上香港甲組足球聯賽。

## 北區足球會
北區足球會（Northern District Football Club，簡稱高力北區），是香港一支地區足球隊，屬於新界北區區議會轄下，現時參加香港乙組聯賽。

## 首飾足球會
首飾足球會（簡稱首飾；英文：Ornament），是香港金銀首飾工商總會屬下的一支足球隊，成立於1948年，有60多年歷史，惟一直以來都只在乙、丙組浮沉，現時於香港丙組聯賽角逐。

### 球隊歷史
1986–87年，首飾於丙組（乙）聯賽名列包尾，按例應被淘汰出局，及後向足總申請留級，獲得批准。
2001–02年，首飾獲得香港丙組足球聯賽總亞軍，得以升上乙組聯賽角逐。
2004–05年，於乙組聯賽12支球隊中名列第11，在乙組角逐了3個球季後，便降回丙組作賽。
2008–09年，首飾在香港丙組（甲）聯賽以19戰12勝3和4負得39分，以第3名完成賽季。

### 球隊近況
2009–10年度球季，香港丙組（甲）聯賽首飾成績19戰2勝1和16負只得7分，在20支球隊中名列第19位。
香港足球總會於2012–13年，重組丙組聯賽，並復辦丁組聯賽。首飾在上一屆香港丙組(甲)聯賽名列第13名，故需降落丁組聯賽角逐，首飾邀得前香港足球代表隊前鋒陳豪文加盟，增強球隊實力。
2014-15年在丙組聯賽第九名完成。
2020年12月，首飾宣布獲得RB萊比錫贊助，冠名為「首飾萊比錫」參賽。
2O23一2O24年球季，丙組聯賽包尾出局。
2024一2O25年球季，踢工商盃或友誼聯賽。

### 2019年一2020年球員陣容
- 譚興華
- 王卓文
- 羅鈞樂
- 萬兆威
- 馮啟麟
- 黃紹基
- 葉成智
- 俞子鈞

### 著名球員
- 陳豪文
- 林信彪

### 外部連結
- 香港丁組足球聯賽隊伍的Instagram帳戶
- 香港丁組足球聯賽隊伍的Facebook專頁

## 西貢區足球會
西貢區足球會（Sai Kung District Football Club）成立於2000年，是一支香港地區足球隊，曾代表西貢區參加香港丙組(地區)聯賽，現時於香港乙組聯賽角逐。

## 西貢朋友足球會
曾經在香港甲組足球聯賽作賽。曾經改名德高朋友。
由於本屆在丁組聯賽位列第4，因而在來季升上丙組聯賽角逐。

## 瑞聯體育會

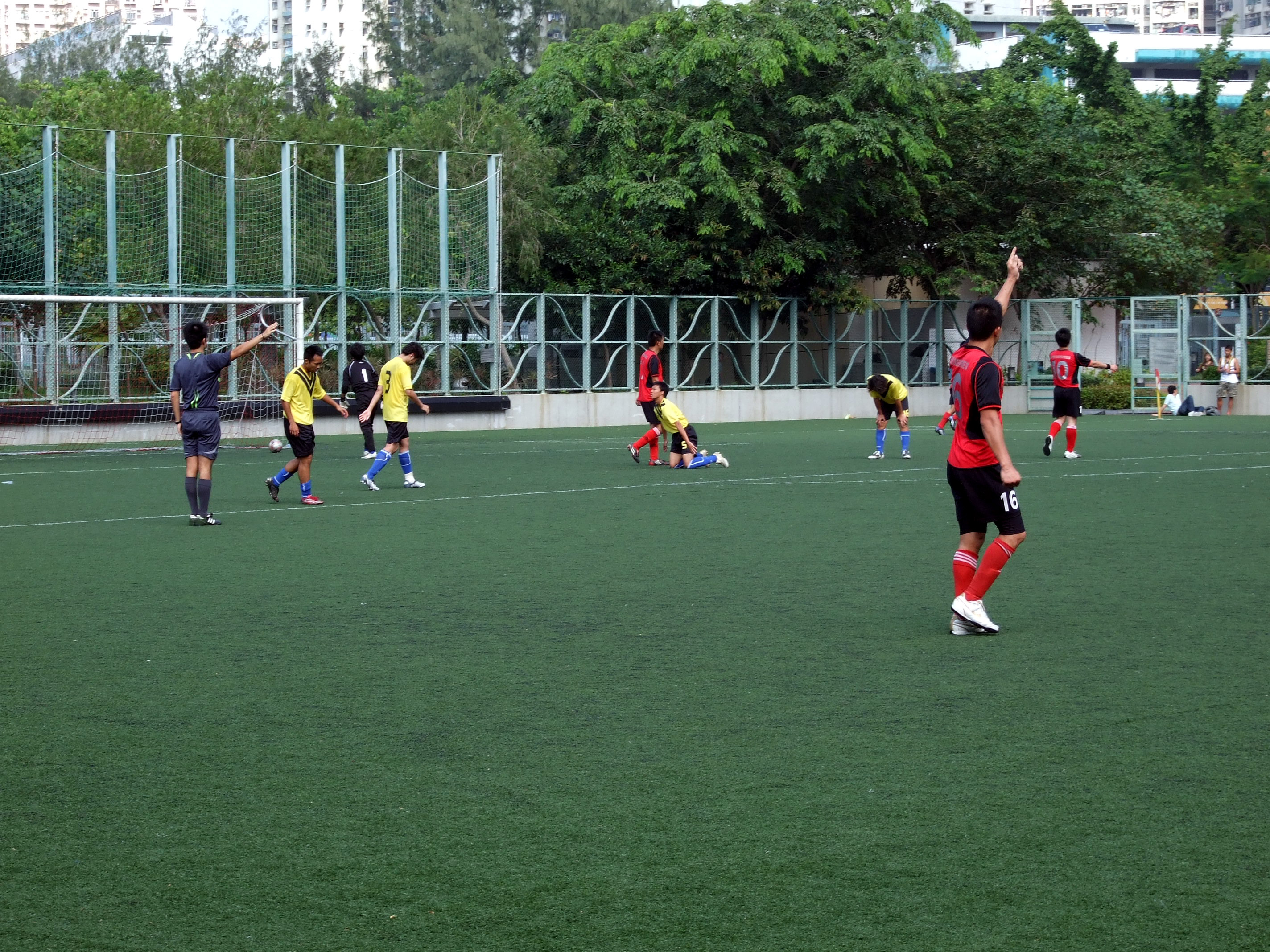
瑞聯對消防時被射入一球，結果1-1言和

瑞聯體育會（Solon Sports Association，簡稱瑞聯），是香港丁組足球聯賽的參賽球隊之一。

### 球隊歷史
瑞聯在1992–93球季，獲得丙組聯賽總冠軍，惟放棄升班留在丙組作賽，翌屆(1993–94年度球季)，再次奪得丙組聯賽總冠軍，成為歷來首支連續兩屆奪得丙組聯賽總冠軍的球隊，惟再次放棄升班資格。
1998–99年，瑞聯獲得丙組聯賽總亞軍，並且接受升班，首次升上乙組作賽。
1999–00年，瑞聯在香港乙組足球聯賽10支球隊中排名包尾，只在乙組角逐了一屆，便降回丙組聯賽。
在2007–08年，在香港丙組（甲）聯賽，18戰成績2和16負只得2分，在19隊中位列包尾，其後獲准留級。
在2008–09年度球季香港丙組（甲）聯賽，瑞聯於季中加入佘子程與門將陳嘉仲救亡，在榜末附加賽最後一場以4：0擊敗北區，以第19名這尾二成績完成賽季。

### 球隊近況
2008–09年度球季，瑞聯在香港丙組（甲）聯賽以19戰4勝3和12負得15分，名列尾二。其後在其後在丙組榜末附加賽，以3戰2勝1和成績，名列第一，逃過被淘汰命運。

### 球會榮譽
| 榮譽          | 次數        | 年度                 |
| 本 土 聯 賽   | 本 土 聯 賽 | 本 土 聯 賽          |
| ------------- | ----------- | -------------------- |
| 丙組聯賽 冠軍 | 2           | 1992–93年、1993–94年 |

## 聖約瑟足球會
於19世紀末由聖若瑟書院的葡籍學生組成，曾是香港甲組足球聯賽球隊。

## 東昇足球隊
由已故香港足球總會會長霍英東創立於1959年，故球隊有「御林軍」之稱。

## 油尖旺足球隊
成立於2003年，由旺角區文娛康樂體育會管理。

## 外部連結
- 香港足球總會網站球會資料 （页面存档备份，存于）